# 17 Armia (ZSRR)
17 Armia (ros. 17-я армия) – ogólnowojskowy związek operacyjny Armii Czerwonej w czasie II wojny światowej.
Została sformowana w lipcu 1940 w Zabajkalskim Okręgu Wojskowym rozkazem z 21 czerwca 1940, na bazie jednostek 1 Grupy Armijnej. 15 września 1941 weszła w skład Frontu Zabajkalskiego i pozostawała w gotowości bojowej. 
Uczestniczyła w operacji chingano-mukdeńskiej, w czasie której wyszła nad Zatokę Liaotuńską. W czasie walk z japońską Armią Kwantuńską zdobyła Tapanszan.
W lipcu-sierpniu 1946 w Zabajkalsko-Amurskim Okręgu Wojskowym została rozformowana.

## Dowódcy armii
- komkor Gieorgij Żukow (do maja 1940),
- gen. por. Pawieł Kuroczkin (maj 1940 – kwiecień 1941),
- gen. por. Prokofij Romanienko (maj 1941 – maj 1942),
- gen. mjr Anton Gastiłowicz (maj 1942 – listopad 1943),
- gen. por. Aleksiej Daniłow (od listopada 1943 do końca wojny)[4][3].

## Struktura organizacyjna
Skład w sierpniu 1945:
- 209 Dywizja Strzelecka
- 278 Dywizja Strzelecka
- 284 Dywizja Strzelecka
- dwa bataliony czołgów, szereg artyleryjskich, inżynieryjnych i innych związków i jednostek.